# Phoma narcissi
Phoma narcissi är en lavart som först beskrevs av Aderh., och fick sitt nu gällande namn av Boerema, Gruyter & Noordel. 1993. Phoma narcissi ingår i släktet Phoma, ordningen Pleosporales, klassen Dothideomycetes, divisionen sporsäcksvampar och riket svampar.   Inga underarter finns listade i Catalogue of Life.